# 伊兹赖尔·列普列夫斯基
伊斯雷尔·莫伊谢耶维奇·列普列夫斯基（俄语：Израиль Моисеевич Леплевский，1896年7月4日—1938年7月28日），犹太人，是乌克兰苏维埃社会主义共和国内务人民委员部部长，任内对乌克兰进行了大规模镇压，造成63,950人死亡。1938年4月，遭到逮捕，同年7月被苏联最高法院军事审判庭判处枪决。